# La spada del guerriero
La spada del guerriero è il primo libro della trilogia Magnus Chase e gli Dei di Asgard di Rick Riordan. Il libro è stato pubblicato negli Stati Uniti il 6 ottobre 2015 e in Italia il 17 novembre dello stesso anno, la serie è ambientata nello stesso universo delle saghe Percy Jackson e gli dei dell'Olimpo e The Kane Chronicles dello stesso autore.

## Trama
Magnus Chase è un giovane senzatetto che vive per le strade di Boston dalla morte di sua madre Natalie due anni fa. Dopo aver appreso che suo zio Randolph ha inaspettatamente mandato suo zio Frederick e la cugina Annabeth a cercarlo, Magnus irrompe nella casa di Randolph per cercare risposte. Randolph cattura Magnus e lo porta al Longfellow Bridge, sostenendo che gli dei norreni sono reali Magnus è il figlio di uno di essi, rendendolo il bersaglio di un nemico magico senza nome. Randolph dice al ragazzo che deve recuperare magicamente un'antica spada (Sumarbrander , o la "Spada dell'estate") nascosta nel porto di Boston per proteggersi. Appare un gigante del fuoco noto come Surt e inizia a distruggere il ponte. Magnus attacca Surt con la spada per dare agli altri pedoni il tempo di scappare. Quando si rende conto che sta per morire, riesce a ferire il gigante e a scagliarli entrambi giù dal ponte. Muore nell'impatto con l'acqua.
Magnus si risveglia in un luogo chiamato Hotel Valhalla come einherjar, dove gli viene detto che trascorrerà l'eternità ad allenarsi per affrontare il Ragnarök, l'apocalisse norrena. Viene presentato alla Valchiria che lo ha portato nel Valhalla, Sam , e ai suoi nuovi compagni di sala einherjar. Durante il banchetto di benvenuto di Magnus, le tre Norne dichiarano Magnus figlio di Frey e pronunciano una profezia confusa. Il consiglio direttivo dell'hotel bandisce Sam la Valchiria per aver apparentemente "scelto erroneamente" Magnus. Quella notte, gli amici di Magnus, Hearth e Blitz, arrivano e rivelano che in realtà sono rispettivamente un elfo e un nano. Lo convincono a lasciare l'albergo. A Midgard, il trio si unisce a Sam. Il gruppo incontra il dio Mimir, che li incarica di trovare la Spada prima di Surt e di portarla sull'isola del lupo Fenris. Recuperano la spada dalla dea del mare Ran e si recano a Nidavellir per assicurare un nuovo legame al Lupo. Durante la ricerca, Magnus sperimenta visioni oniriche di Loki e, una volta, anche della dea Hel che si offre di riunirlo alla sua defunta madre, una proposta che fatica a rifiutare.
Dopo una deviazione a Jotunheim, dove aiutano il dio Thor e Magnus a scoprire nuovi poteri magici, arrivano finalmente all'isola di Fenris. Nonostante siano stati attaccati da un gruppo di Valchirie, da alcuni compagni di sala di Magnus e da Surt, riescono a legare nuovamente il Lupo. Magnus ha una breve visione di suo padre Frey prima di tornare all'Hotel Valhalla per essere processato per la sua disobbedienza. Prima che possa essere punito, tuttavia, il compagno di stanza di Magnus, X, si alza e si rivela essere il dio Odino, sotto mentite spoglie. Odino premia a turno ciascuno degli eroi, offrendo finalmente a Magnus la possibilità di tornare in vita o scegliere una diversa vita nell'aldilà . Magnus rifiuta, ma torna a Boston per parlare con sua cugina Annabeth. I due tengono un funerale per Natalie Chase e si scambiano storie sulla vita dell'altro come semidei. Nel frattempo, nell'epilogo, Loki punisce Randolph per non essere riuscito a impedire a Magnus di legare nuovamente Fenris. Loki lascia intendere che la famiglia di Randolph sarà in pericolo se l'uomo non collabora.

## Personaggi
- Magnus Chase: protagonista della saga, vive come senzatetto dall'assassinio della madre. Scoprirà che suo padre è il dio Freyr, e tenterà di rallentare la venuta del Ragnarok.
- Samirah Al Abbas: semidea figlia di Loki e valchiria di Magnus. Porterà il ragazzo nel Valhalla e lo aiuterà a rallentare il Ragnarok. È musulmana e promessa sposa di un amico di Magnus. Vive dai nonni perché sua madre Ayesha è morta.
- Blitzen: nano figlio di Freya, amico di Magnus e suo compagno nella missione. Vuole aprire un negozio di moda. Il padre è stato ucciso mentre controllava Fenrir.
- Heartstone: elfo sordo amico di Magnus e suo compagno nella missione. È un esperto di magia.
- Jack: spada senziente di Magnus un tempo appartenuta a Freyr. Si può tramutare in un ciondolo con la runa di Freyr.
- X: è un mezzo-troll chiamato così perché il suo vero nome è impronunciabile. Diventa amico di Magnus, lo aiuterà nella sua fuga dal Valhalla.
- Thomas Jefferson Jr: Ha combattuto nella guerra civile americana. Diventa amico di Magnus, lo aiuterà nella sua fuga dal Valhalla. Durante le battaglie nel Valhalla adora conquistare le colline.
- Mallory Keen: Diventa amica di Magnus, lo aiuterà nella sua fuga dal Valhalla. Magnus pensa che abbia una cotta per Halfborn.
- Halfborn Gunderson: Un guerriero norreno morto in battaglia. Diventa amico di Magnus, lo aiuterà nella sua fuga dal Valhalla.
- Natalie Chase: è la madre di Magnus. È morta due anni prima degli eventi del libro per salvare il figlio.
- Annabeth Chase: è la cugina di Magnus. È una semidea greca figlia di Atena. Proviene dalla saga di Percy Jackson.

### Antagonisti
- Surt: signore dei giganti di fuoco e primo nemico di Magnus.
- Loki: dio del caos e dell'inganno, vuole accelerare il Ragnarok
- Fenrir: un lupo gigante figlio di Loki. La sua liberazione scatenerebbe il Ragnorok.
- Randolph Chase: ex professore di Harvard e zio di Magnus, lavora per Loki nella speranza di riavere indietro la moglie e le figlie.

## Capitoli
1. Buongiorno! Tu morirai.
2. L'uomo con il reggipetto di metallo.
3. Non accettare passaggi da parenti sconosciuti.
4. No, sul serio. Chi gli ha dato la patente?
5. Ho sempre desiderato distruggere un ponte.
6. Fare largo agli anatroccoli, o vi prendiamo a mazzate in testa.
7. Stai benissimo senza naso, dico davvero.
8. Attento al Gap, e anche all'omaccione peloso con l'ascia.
9. Sì, desidero la chiave del minibar.
10. La mia stanza non è male.
11. Piacere di conoscerti. Ora ti strizzerò la trachea.
12. Almeno non devo stare dietro la capra.
13. La patata Phil va incontro al suo destino.
14. Quattro milioni di canali, e si vede solo valchiria TV.
15. Il mio video di figuracce diventa virale.
16. Le Norne. Perché proprio le Norne?
17. Non li ho chiesti io, i bicipiti.
18. Combatto un'acerrima battaglia contro le uova.
19. Non chiamatemi fagiolo. Mai.
20. Passa al lato Oscuro della Forze. Abbiamo merendine buonissime.
21. Gunilla va a fuoco e non è divertente. E va bene un pochino sì.
22. I miei amici cadono giù da un albero.
23. Mi riciclo.
24. Una cosa sola dovevate fare.
25. L'impresario delle pompe funebri mi concia in modo assurdo.
26. Ehi, lo so che sei morto, però magari chiama.
27. Giochiamo a frisbee con le armi da taglio!
28. È sempre meglio parlare in faccia alla gente (soprattutto quando non ha altro).
29. Un'aquila ci frega i falafel.
30. Una mela al giorno ti farà ammazzare.
31. Il gioco si fa pesante e (puzzolente).
32. Gli anni passati a giocare a Bassmasters 2000 danno i loro frutti.
33. Il fratello di Sam si sveglia con la luna storta.
34. La mia spada rischia di finire su eBay.
35. Non fate mai la cacca in testa all'arte.
36. Largo!
37. Uno scoiattolo mi ricopre di insulti.
38. Vado in panne in Volkswagen.
39. Freya è carina. Adora i gatti!
40. Il mio amico si è evoluto da un ... No, non riesco a dirlo.
41. Blitz conclude un pessimo affare.
42. Diamo una festa di pre-decapitazione con gli involtini primavera.
43. Che la creazione di pennuti ornamentali in metallo abbia inizio!
44. Junior vince una borsa di lacrime.
45. Faccio la conoscenza di Jack.
46. A bordo della bellissima nave Pedicure.
47. Psicanalizzo una capra.
48. Heartstone sviene perfino più di Jason Grace (anche se non so chi sia).
49. Non ti senti bene? Fa' vedere ... Ah ecco! Hai una spada infilata nel naso.
50. Niente spoiler. Thor è rimasto parecchio indietro con le serie tv.
51. La famosa chiacchierata sulla trasformazione in tafano.
52. Ho il cavallo giusto. Si chiama Stanley.
53. Come uccidere educatamente i giganti.
54. Perché non bisogna usare un coltello da bistecca come trampolino.
55. La prima divisione aerea dei nani mi trascina in battaglia.
56. Attenti al nano!
57. Sam schiaccia il pulsante di espulsione.
58. Che diavolo ... ?
59. L'orrore della scuola media.
60. Una splendida crociera omicida al tramonto.
61. Dora in poi l'erica, è il fiore che mi piace di meno in assoluto.
62. Il lupetto cattivo.
63. Detesto firmare la mia condanna a morte.
64. Di chi è stata l'idea di rendere invulnerabile il lupo?
65. Odio questa parte.
66. Sacrifici.
67. Ancora una volta, per un amico.
68. Non ti comportare da nemico, amico.
69. Oh ... ecco chi aveva fiutato Fenrir nel capitolo sessantatré.
70. Siamo sottoposti al PowerPoint del destino.
71. Bruciamo una barca a forma di cigno (e mi sa tanto che è illegale).
72. Perdo una scommessa.

Epilogo.

## Edizioni
- Rick Riordan, Magnus Chase e gli Dei di Asgard: La spada del guerriero, Collana I Grandi, Arnoldo Mondadori Editore, 2015,  p. 519, ISBN 88-04-65777-4.